# Polski Humanistyczny Instytut Naukowy w Jerozolimie
Polski Humanistyczny Instytut Naukowy w Jerozolimie – polska emigracyjna placówka istniejąca od 1945 do 1947 w Jerozolimie w ówczesnej Palestynie.

## Historia i działalność
8 grudnia 1945 roku zainaugurował działalność Polski Humanistyczny Instytut Naukowy (PHIN) w Jerozolimie, założony i kierowany przez Cezarię Baudoin de Courtenay-Jędrzejewiczową. Instytut rozpoczął prace w 5 sekcjach naukowych: orientalistycznej, językoznawczej, historycznej, etnograficznej i teoriopoznawczej. Sekcji orientalistycznej przewodniczył Włodzimierz Bączkowski. W jej skład wchodzili: Roman Zdzieński, Czesława Jarnuszkiewicz, Tadeusz Tłusty. Sekcją językoznawczą kierował Walerian Kwiatkowski. Sekcji historycznej przewodniczył Edward Kostka, jej współpracownikami byli: Stanisław Janicki, Paweł de Laval, Tadeusz Schaetzel, Jan Lemański, Jan Szułdrzyński, Stanisław Pstrokoński. Kierownikiem sekcji teoriopoznawczej była Maria Sągajłło, sekcji etnograficznej zaś Cezaria Jędrzejewiczowa, współpracował z nią Lucjan Turkowski. Od stycznia 1946 roku Polski Humanistyczny Instytut Naukowy był filią Polskiego Instytutu Naukowego w Nowym Jorku. W 1947 roku, z powodu sytuacji politycznej w Palestynie, Instytut zakończył działalność a jego badacze, podobnie jak większość uchodźców cywilnych, ewakuowani zostali do Wielkiej Brytanii. Po powstaniu w 1950 roku Polskiego Towarzystwa Naukowego na Obczyźnie z siedzibą w Londynie większość przygotowanych wówczas prac naukowych opublikowana została w „Rocznikach Polskiego Towarzystwa Naukowego na Obczyźnie”.